# Quinqueloculina
Quinqueloculina es un género de foraminífero bentónico de la subfamilia Hauerininae, de la familia Hauerinidae, de la superfamilia Milioloidea, del suborden Miliolina y del orden Miliolida. Su especie tipo es Serpula seminulum. Su rango cronoestratigráfico abarca desde el Cretácico hasta la Actualidad.

## Discusión
Clasificaciones más recientes han incluido Quinqueloculina en la subfamilia Quinqueloculininae de la familia Quinqueloculinidae.

## Clasificación
Se han descrito numerosas especies de Quinqueloculina. Entre las especies más interesantes o más conocidas destacan:
- Quinqueloculina angulostriata
- Quinqueloculina buchiana
- Quinqueloculina incisa
- Quinqueloculina kapitiensis
- Quinqueloculina oblonga
- Quinqueloculina pygmaea
- Quinqueloculina seminula
- Quinqueloculina singletoni
- Quinqueloculina venusta
- Quinqueloculina vulgaris
- Quinqueloculina waimea

Un listado completo de las especies descritas en el género Quinqueloculina puede verse en el siguiente anexo.
En Quinqueloculina se han considerado los siguientes subgéneros:
- Quinqueloculina (Adelosina), aceptado como género Adelosina
- Quinqueloculina (Lachlanella), aceptado como género Lachlanella
- Quinqueloculina (Pseudoschlumbergerina), aceptado como género Pseudoschlumbergerina
- Quinqueloculina (Pseudotriloculina), aceptado como género Pseudotriloculina
- Anomalina (Scutuloris), también considerado como género Scutuloris y aceptado como Triloculinella